# Angelica keiskei
Angelica keiskei, comúnmente conocida por su nombre en japonés ashitaba (アシタバ o 明日葉?), literalmente "hoja del mañana", es una especie de planta de la familia Apiaceae. Es nativa de Japón, donde habita en la costa del Pacífico. Es endémica de las zonas de la península de Bōsō, península de Miura, península Izu, y las islas Izu. Ha sido ampliamente cultivada en otras zonas.

## Descripción
Es una planta perenne, que alcanza entre 50 a 120 cm de alto. Al igual que la mayoría de los miembros de la familia de las zanahorias, produce amplias umbelas de flores blancas y posee hojas disectadas.
Angelica keiskei se asemeja mucho a Angelica japonica, pero se las puede distinguir por su periodo de floración, el cual va de mayo a octubre, mientras que el periodo de floración de  A. japonica's abarca de mayo a julio. Otro indicador es el color característico de su savia.

## Taxonomía
Su denominación hace honor a Keisuke Ito, un médico y botánico japonés de la era Meiji. El nombre japonés Angelica keiskei, "ashitaba", hace referencia a las cualidades de regeneración que presenta luego de haber sufrido un daño.

## Cultivo

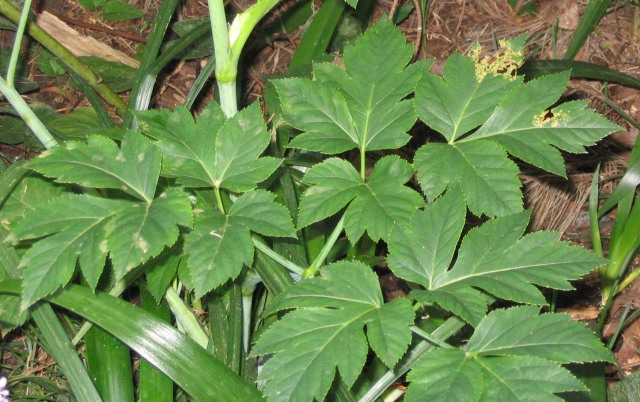
Hojas de Angelica keiskei

La ashitaba es una especie que abunda en los jardines y macetas en Japón. Ello se debe a que no requiere de condiciones especiales para su cultivo y crece con rapidez. Es una planta resistente al frío, sus temperaturas óptimas de cultivo se encuentran entre 12 y 22 °C. Al cortar una hoja por la mañana muchas veces a la mañana siguiente se puede observar el comienzo de un nuevo brote.

## Usos

### Gastronomía
El uso principal de sus tallos, hojas, y raíces es en la gastronomía. Se los utiliza para preparar soba, tempura, shōchū, té, helado, pasta, etc. La variedad 'Mikura-jima' es especialmente apreciada ya que es menos amarga que otras.

### Medicina
A partir de resultados obtenidos mediante estudios “in vitro” se ha sostenido que A. keiskei posee propiedades citotóxicas, antidiabéticas, antioxidantes, antiinflamatorias, antihipertensivas, y antimicrobianas, pero la eficacia de dichas cualidades no ha sido confirmada aún por estudios in vivo.

#### Uso histórico
Tradicionalmente, se ha considerado que esta especie posee propiedades que mejoran la salud y extienden la vida de las personas que la consumen, posiblemente debido a los chalconoides que son un componente específico de estas especies de Angelica. Durante el período Edo, la savia amarilla del tallo se utilizó con efectividad en el tratamiento externo de la viruela, lo cual indujo a que Kaibara Ekken describiera la hierba en su Yamato honzō (大和本草), con el nombre de  ashitagusa (鹹草), como una "poderosa droga tónica." La medicina tradicional japonesa sostiene que es un diurético, tónico, digestivo, y cuando se le aplica como tópico aumenta la velocidad de cicatrización de heridas y previene el desarrollo de infecciones. 
Por razones similares, es ampliamente utilizada como pastura del ganado, afirmándose que mejora la calidad de la leche, su cantidad y la salud del ganado. Sin embargo ello no ha podido ser demostrado aún por ensayos, algunos estudios indican que varios de los compuestos de estas plantas poseen furocoumarinos. Se sabe que la furanocumarina aumenta la sensibilidad de la piel a los rayos del sol y puede causar dermatitis.

#### Fuente de vitamina B12
Si bien a menudo se ha indicado que A. keiskei es una fuente vegetal de vitamina B12 (cobalamina), las publicaciones recientes en revistas científicas con revisión de pares sobre investigaciones de farmacología y fitoquímica de sus constituyentes de interés no han podido determinar nada que avale dicha aseveración. Los métodos tradicionales para medir la presencia de vitamina B12 en alimentos se ven afectados por contaminantes (tierra, bacterias, etc.) que contiene cantidades detectables de análogos inactivos de B12, lo cual explica el origen de esta aseveración. Estudios más recientes indican que ciertos hongos y algas son las únicas fuentes naturales de B12 aparte del reino animal. De estos, sólo el alga Chlorella ha demostrado tener la habilidad de reducir los niveles de ácido metilmalónico (MMA por sus siglas en inglés) (producto de la deficiencia de B12) en los seres humanos.

## Efectos sobre procesos de envejecimiento
Investigaciones realizadas sugieren que esta especie contiene un compuesto que podría retardar el envejecimiento. Los investigadores han identificado al flavonoide 4,4'-dimetoxicalcona (DMC), que describieron como un "compuesto natural con propiedades antienvejecimiento" en la planta. En un estudio los investigadores han manifestado que desacelera el proceso de degeneración lo que podría ser un enfoque importante para abordar enfermedades relacionadas tales como la enfermedad cardíaca.
En pruebas en células humanas, los científicos descubrieron que la DMC parece ralentizar la senescencia, el proceso por el cual las células dejan de dividirse y comienzan a crecer de forma permanente, que se ha relacionado con el cáncer. Las pruebas en animales también mostraron resultados prometedores. Cuando los científicos alimentaron gusanos y moscas de la fruta con el compuesto, su vida pareció extenderse en un 20 por ciento. También protegió los corazones de los ratones cuando se bloqueó el flujo de sangre. El equipo cree que DMC podría funcionar al desencadenar la autofagia, un proceso de reciclaje de las células en el que se eliminan las células dañadas.